# Greta Hjorth
Elsa Margareta "Greta" Hjorth, född 16 november 1885 i Knutby församling, Stockholms län, död 2 juli 1968 i Uppsala domkyrkoförsamling, Uppsala län, var en svensk rösträttsaktivist. 
Hon var verksam i kampanjen för införandet av kvinnlig rösträtt i Sverige och ordförande för Föreningen för kvinnans politiska rösträtt i Gellivare-Malmberget 1913-1915.